# Francisca Fernández de Córdoba y Fernández de Córdoba
Francisca Fernández de Córdoba y Fernández de Córdoba (Nápoles, 10 de agosto de 1521 - Baena, 9 de junio de 1597) fue una noble española que ostentó el título de IV duquesa de Sessa y VI condesa de Cabra.

## Biografía
Hija de Luis Fernández de Córdoba, conde de Cabra, y de Elvira Fernández de Córdoba, duquesa de Sessa e hija del Gran Capitán.
A principios de 1521 sus padres se trasladaron a Roma y de allí a Nápoles, para volver de nuevo a Roma en 1522, al ser nombrado Luis embajador de Carlos V ante la Santa Sede. En septiembre de 1524, Elvira falleció en un parto en la ciudad de Sessa. En agosto de 1526 le seguía a la tumba su marido Luis. Los tres hijos del matrimonio, Gonzalo, Francisca y Beatriz, regresaron a España y su educación y tutela fue procurada por su abuela materna. Su tío paterno Pedro de Córdoba se encargaría de organizar matrimonios concertados entre sus sobrinos, haciendo que Francisca se casara con Alonso de Zúñiga y Sotomayor, IV marqués de Gibraleón.
Su hermano Gonzalo heredó todos los títulos de sus progenitores, sin embargo, no tuvo descendencia y pasaron a su hermana Francisca tras la muerte de su hermano el 3 de diciembre de 1578, adquiriendo el ducado de Sessa, el condado de Cabra, el ducado de Baena, entre otros. Al carecer de descendencia con su esposo Alonso, los títulos pasarían tras su fallecimiento en 1597 a su sobrino Antonio Fernández de Córdoba y Cardona, hijo de su hermana Beatriz.

## En el arte
José Manuel Blecua identificó doña Francisca de Córdoba con la protagonista de un soneto de Fernando de Herrera, que parece en el tercer libro de los Versos.